# Oilton (Texas)
Pour les articles homonymes, voir Oilton.
Oilton est une census-designated place située dans le comté de Webb, dans l’État du Texas, aux États-Unis. Sa population s’élevait à 152 habitants lors du recensement des États-Unis de 2010.